# Патријарх бугарски Неофит
Патријарх бугарски Неофит (буг. Неофит Български; световно Симеон Николов Димитров; Софија, 15. октобар 1945 — Софија, 13. март 2024) био је бугарски патријарх, поглавар Бугарске православне цркве са титулом „патријарх бугарски и митрополит софијски“ од 24. фебруара 2013. до 13. марта 2024. године. Од 2001. до 2013. био је русенски митрополит.

## Животопис
Рођен је у Софији, дана 15. октобра 1945. као Симеон Николов Димитров. Након завршетка основног образовања, у јесен 1959. примљен је као ученик у Софијску богословију у манастиру Черепиш, коју је завршио 1965. године. Септембра 1967. уписује Теолошки факултету Софији који завршава 1971. године. Од 1971. до 1973. завршио је одсек на теолошком факултету за црквено питање.
Дана 1. септембра 1973. године постављен за професора на тему Источно црквено појање. Био је диригент хора студената на духовној академији. Четири године касније постао је доцент на на тему Источног црквеног појања и литургијске праксе у духовној академији, где је предавао до краја 1980. године.
Дана 8. децембра 1985, у патријаршијској катедрали Светог Александра Невског, хиротонисан је за викарног епископа митрополита софијског с титулом левкијски.
Дана 1. децембра 1989. Неофит је изабран за ректорa Духовне академије, а затим задужен за обнову Богословског факултета Универзитета у Софији. Дана 26. јула 1991. године био је изабран за првог декана. Јануара 1992. именован је за секретара Светог синода.
За патријарха Бугарске православне цркве је изабран 24. фебруара 2013. године са 90 гласова према 47 за митрополита ловчанског Гаврила.